# Asparagus transvaalensis
Asparagus transvaalensis — вид рослин із родини холодкових (Asparagaceae).

## Біоморфологічна характеристика
Це жорсткий розлогий кущ 60–200 см заввишки з коротким тонким пір'ястим листям і сріблястими гілками. Навесні та влітку з’являється безліч крихітних білих, багатих на нектар квітів, які надзвичайно ароматні та приваблюють комах і птахів. Далі йдуть чорні ягоди, які люблять птахи.

## Середовище проживання
Ареал: ПАР (Північні провінції), Свазіленд.